# Letters (SoulJaのアルバム)
『Letters』（レターズ）は、SoulJaの3枚目のアルバム。発売元はDef Jam Recordings。

## 収録曲
1. はなさないでよ feat.青山テルマ   
  - 作詞・作曲：SoulJa／編曲：JEFF MIYAHARA
2. Way to Love ~最後の恋~ feat.唐沢美帆  
  - 作詞：唐沢美帆／作曲・編曲：Sin
3. 月光 ~GOD’S CHILD~ feat.鬼束ちひろ  
  - 作詞・作曲：鬼束ちひろ／編曲：Sin
4. うまく言葉にできないけれど feat.果山サキ 
  - 作詞・作曲：SoulJa／編曲：YANAGIMAN
5. Beautiful day feat.小渡明日香  
  - 作詞・作曲：SoulJa／編曲：田中直
6. Breathless 
  - 作詞・作曲：SoulJa／編曲：EQ
7. tsubasa  
  - 作詞・作曲：SoulJa／編曲：AILI
8. いつだって 
  - 作詞・作曲：SoulJa／編曲：北浦正尚
9. Missing you feat.鳳山えり   
  - 作詞・作曲：SoulJa／編曲：fink bro.
10. Shine   
  - 作詞・作曲：SoulJa／編曲：EQ